# Max Grothe
Max Grothe (* 7. September 1899 in Grünrade bei Neudamm; † 27. Januar 1968) war ein deutscher Politiker der SPD.

## Leben und Beruf
Nach dem Besuch der Volksschule absolvierte Grothe, der evangelischen Glaubens war, eine landwirtschaftliche und eine kaufmännische Ausbildung. Er wurde Hauptgeschäftsführer der Pommerschen Bauernschaft in Stettin und Vorstandsmitglied der Siedlungsgesellschaft Bauernland für Pommern. Zudem gehörte er dem Aufsichtsrat der Moorkultur A.G. an. Nach dem Zweiten Weltkrieg kam er als Heimatvertriebener nach Schleswig-Holstein.  Danker und Lehmann-Himmel charakterisieren ihn, der nicht der NSDAP beitrat, in ihrer Studie über das Verhalten und die Einstellungen der Schleswig-Holsteinischen Landtagsabgeordneten und Regierungsmitglieder der Nachkriegszeit in der NS-Zeit als inneren Emigranten und „angepasst / ambivalent“.

## Partei
Seit 1932 war Grothe Mitglied der SPD.

## Abgeordneter
Dem Landtag Schleswig-Holstein gehörte Grothe von 1947 bis 1950 an. Er war zudem Mitglied im Kreistag für den Kreis Plön.

## Öffentliche Ämter
Grothe war von 1946 bis 1959 Bürgermeister von Preetz.